# Ирвин, Том
Том Ирвин (англ. Tom Irwin, род. 1 июня 1956) — американский актёр.

## Жизнь и карьера
Ирвин родился в Пеории, штат Иллинойс, и окончил Университет штата Иллинойс. Он начал свою карьеру в семидесятых, как один из основателей Steppenwolf Theatre Company, наравне с Лори Меткалф, Джоном Малковичем, Джоан Аллен и Гэри Синиз. Он выступил в более тридцати различных постановках, а в 1990 году дебютировал на бродвейской сцене в пьесе «Гроздья гнева».
Ирвин наиболее известен благодаря своим ролям на телевидении. В 1991 году он сыграл главную роль в недолго просуществовавшем сериале «Моя жизнь и времена», а в телесезоне 1994-95 сыграл мужа Бесс Армстронг и отца Клэр Дэйнс в любимом критиками сериале «Моя так называемая жизнь». На большом экране он сыграл заметные роли в фильмах «Обман» (1991) и «Мистер Джонс» (1993), а на телевидении появился в нескольких десятках сериалов, среди которых были «Чайна-Бич», «Прикосновение ангела», «Фрейзер», «Скорая помощь», «Ищейка», «Остаться в живых» и «Анатомия страсти».
Ирвин снялся в ряде телефильмов в период своей карьеры. У него также была регулярная роль в сериале «Связанные» в 2005-06 годах, а в период между 2007-10 годами он снимался напротив Холли Хантер в сериале «Спасите Грейс». В 2012 году он получил роль основного отрицательного персонажа в сериале «Коварные горничные», премьера которого состоялась в 2013 году.

## Фильмография
- Криминальные истории (1 эпизод, 1986)
- Джек и Майк (1 эпизод, 1987)
- Дневной свет (1987)
- Успеть до полуночи (1988)
- Чайна-Бич (1 эпизод, 1989)
- Мужчины не уходят (1989)
- В интересах ребенка (телефильм, 1990)
- Моей дочке (телефильм, 1990)
- Моя жизнь и времена (регулярная роль, 6 эпизодов, 1991)
- Обман (1991)
- Дамский убийца (телефильм, 1992)
- Усадьбы (телефильм, 1993)
- Мистер Джонс (1993)
- Крушение рейса номер 7 (телефильм, 1993)
- Моя так называемая жизнь (регулярная роль, 19 эпизодов, 1994—1995)
- Без согласия (телефильм, 1994)
- Невинные жертвы (телефильм, 1996)
- Моя самая лучшая подруга (телефильм, 1996)
- Шаг в будущее (1996)
- Праздничный роман (телефильм, 1996)
- Когда мужья обманывают (телефильм, 1998)
- Соседка (телефильм, 1998)
- Тихая ночь (1998)
- Выше любви (телефильм, 1999)
- Огненный шторм (телефильм, 1999)
- За гранью возможного (1 эпизод, 1999)
- Призрак дома на холме (1999)
- Оркестр города Сэнди Боттом (телефильм, 2000)
- Прикосновение ангела (1 эпизод, 2001)
- Женская бригада (1 эпизод, 2001)
- Фрейзер (1 эпизод, 2001)
- Белоснежка (телефильм, 2001)
- C.S.I.: Место преступления (1 эпизод, 2002)
- Ангел (1 эпизод, 2002)
- Без следа (2 эпизода, 2003)
- 21 грамм (2003)
- Разоблаченные (2003)
- Святой дозор (1 эпизод, 2003)
- Скорая помощь (1 эпизод, 2005)
- 4исла (1 эпизод, 2005)
- Справедливая Эми (1 эпизод, 2005)
- Ищейка (1 эпизод, 2005)
- Встреча выпускников (1 эпизод, 2005)
- Говорящая с призраками (1 эпизод, 2005)
- Седьмое небо (1 эпизод, 2005)
- Связанные (регулярная роль, 13 эпизодов, 2005—2006)
- Частная практика (1 эпизод, 2007)
- Элай Стоун (1 эпизод, 2008)
- Марли и я (2008)
- 24 часа (1 эпизод, 2009)
- Остаться в живых (2 эпизода, 2009)
- Таймер (2009)
- Привилегии богатых девчонок (2010)
- Спасите Грейс (регулярная роль, 19 эпизодов, 2007—2010)
- Анатомия страсти (3 эпизода, 2010—2011)
- Касл (1 эпизод, 2011)
- Власть закона (1 эпизод, 2011)
- Закон и порядок: Специальный корпус (1 эпизод, 2011)
- Шикарное кольцо (телефильм, 2011)
- Обитель лжи (1 эпизод, 2012)
- Коварные горничные (регулярная роль, 2013—2016)